# Bissetia poliella
Bissetia poliella là một loài bướm đêm trong họ Crambidae.